# Noirétable
Noirétable je naselje in občina v jugovzhodnem francoskem departmaju Loire regije Rona-Alpe. Leta 2009 je naselje imelo 1.685 prebivalcev.

## Geografija
Kraj leži v pokrajini Forez ob reki Durolle znotraj naravnega regijskega parka Livradois-Forez, 78 km severozahodno od Saint-Étienna.

## Uprava
Noirétable je sedež istoimenskega kantona, v katerega so poleg njegove vključene še občine Cervières, La Chamba, La Chambonie, La Côte-en-Couzan, Saint-Didier-sur-Rochefort, Saint-Jean-la-Vêtre, Saint-Julien-la-Vêtre, Saint-Priest-la-Vêtre, Saint-Thurin, Les Salles in La Valla-sur-Rochefort s 4.046 prebivalci (v letu 2010).
Kanton Noirétable je sestavni del okrožja Montbrison.

## Zanimivosti
- cerkev Vnebovzetja Device Marije,
- cerkev Notre-Dame de l'Hermitage vrh razgledne točke jugozahodno od kraja.

## Promet
- železniška postaja Gare de Noirétable ob progi Clermont-Ferrand - Saint-Étienne-Châteaucreux;